# San Carlos (Chile)
San Carlos – miasto w Chile, w regionie Ñuble, w prowincji Punilla.

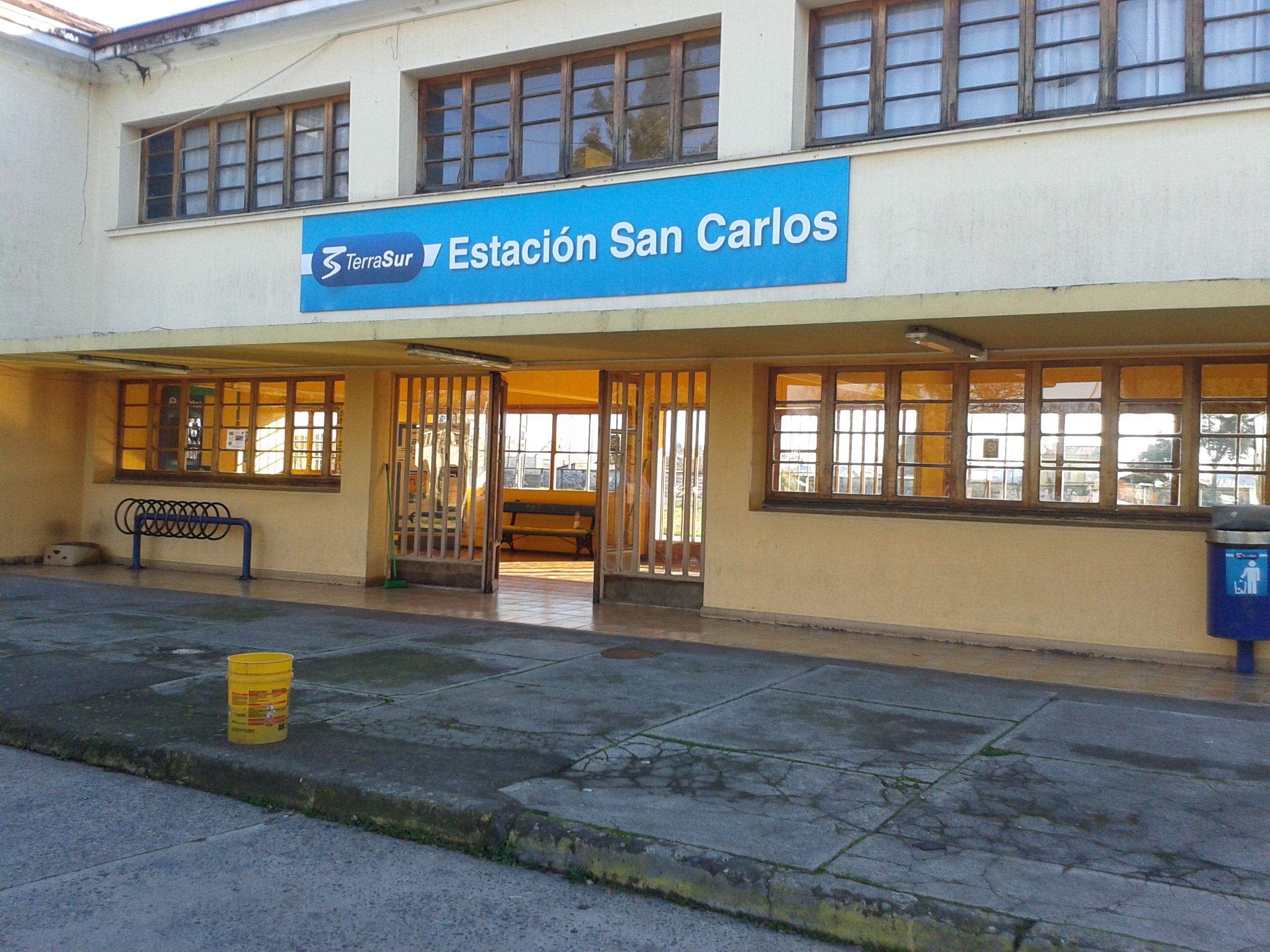
Stacja kolejowa w San Carlos

## Opis
Miejscowość została założona w 1800 roku. Przez miasto przebiega Droga Panamerykańska R5 i linia kolejowa Chillán-Parral.

## Demografia
Źródło.

## Miasta partnerskie
Baena -  Hiszpania